# Benny Andersen

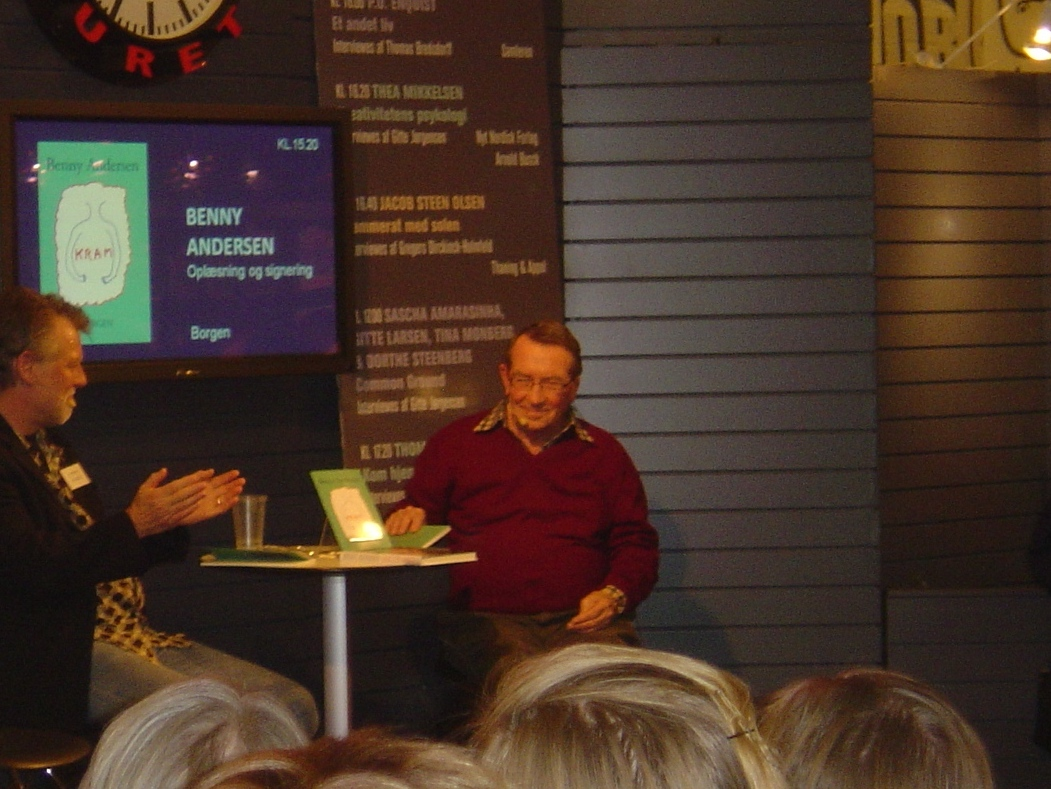
Benny Andersen auf der dänischen Buchmesse 2009

Benny Allan Andersen (* 7. November 1929 in Vangede, Gentofte Kommune; † 16. August 2018 in Sorgenfri (Lyngby-Taarbæk Kommune)) war ein dänischer Schriftsteller, Lyriker, Komponist und Pianist. Er ist der meistgelesene zeitgenössische dänische Dichter; seine Lieder werden oft gesungen und sein Evergreen Svantes lykkelige dag (Svantes glücklicher Tag) wurde in die Schulliederbücher aufgenommen.

## Leben und Werk
Benny Andersen arbeitete von 1949 bis 1962 meist als Barpianist. Seine ersten Gedichte veröffentlichte er in der Literaturzeitschrift Heretica. Sie waren von den dänischen Lyrikern Frank Jæger und Halfdan Rasmussen beeinflusst. Ab 1962, nach dem Erscheinen seiner zweiten Gedichtsammlung, war er als freier Schriftsteller tätig.
Besonders erfolgreich wurde er mit seinem 1972 erschienenen „Liedroman“ Svantes viser (Svantes Lieder) mit den Gedichten „über die Gestalt des fiktiven schwedischen Lyrikers Svante Svendsen, geb. Svensson, die er zusammen mit dem Liedermacher Povl Dissing auf der Bühne vortrug“.
Sehr populär wurden auch seine 1998 erschienenen Gesammelten Gedichte; nie zuvor erreichte in Dänemark eine Lyrikveröffentlichung eine Auflage von mehr als 100.000 Exemplaren.
Das Geheimnis von Andersons Erfolg liegt in seinem Humor. In seinen Versen beschäftigte er sich selbstironisch mit dem Alltag der Menschen. Er besaß die Fähigkeit, mit der Sprache zu spielen. Mit seiner absurd-realistischen Prosa gestaltet er „die komischen Aspekte des menschlichen Daseins“.
Andersen verfasste Hörspiele, einige Kinderbücher sowie mehrere Drehbücher, u. a. zu den Kinderfilmen Mein allerbester Freund (1992; Originaltitel: Snooky Snovsen) und Alle reden über Snooky Snovsen (1994, Originaltitel: T'ar springet). Er übersetzte Georg Trakl und Peter Weiss ins Dänische und war seit 1972 Mitglied in Det Danske Akademi.
Zusammen mit dem Sänger Povl Dissing trat Andersen als Duo auf, das zahlreiche Tonträger veröffentlichte. Er war Mitbegründer des mit 10.000 Dollar dotierten Benny Andersen-Preises; die Auszeichnung wird an Menschen vergeben, die sich besonders bemüht haben, die Lage von sozial benachteiligten Kindern in Dänemark zu verbessern.
Andersen distanzierte sich von der gegenwärtigen harten dänischen Ausländerpolitik, die er unerträglich fand; er sagte, er bereue, dass er Dänemark in einigen Gedichten so positiv dargestellt habe und sieht sich „nicht mehr als dänischer Volksdichter, sondern nur noch als Weltbürger in Dänemark“.

## Zitat
„Andersen […] hat ein unbestreitbares Talent für sangbare Strophen, für muntere, gelegentlich absurdistisch gefärbte Reimereien und lakonischen Wortwitz wie Fuglene flyer I flok / når de er mange nok (Die Vögel fliegen im Schwarm / wenn sie zahlreich genug sind) […] Solche Lakonismen sichern zusammen mit der krächzenden Stimme des Sängers dem Duo eine über die Landesgrenzen hinausgehende Popularität.“

## Auszeichnungen
- 1966: Kritikerprisen
- 1971: Jugendbuchpreis des dänischen Kultusministeriums (für Snøvsen på sommerferie)
- 1974: De Gyldne Laurbær
- 1993: Weekendavisens litteraturpris
- 2001: Holbergmedaljen

## Veröffentlichungen

### Dänische Originalausgaben
- 1960: Den musikalske ål
- 1962: Kamera med køkkenadgang
- 1963: Bukserne
- 1963: Nikke Nikke Nambo og andre danske børnerim og remser
- 1964: Den indre bowlerhat
- 1966: Portrætgalleri
- 1969: Det sidste øh og andre digte
- 1971: Her i reservatet
- 1974: Personlige papirer
- 1979: Himmelspræt eller kunsten at komme til verden
- 1985: Tiden og storken
- 1990: H.C. Andersens land
- 1991: Chagall og skorpiondans
- 1993: Denne kommen og gåen
- 1993: Mit liv som indvandrer
- 1995: Verdensborger i Danmark
- 1996: Verden udenfor syltetøjsglasset
- 2001: Sjælen marineret
- 2003: Svantes lykkelige dag
- 2005: Spredte digte
- 2005: Den Vilde Ungdom
- 2009: Kram

### Deutschsprachige Ausgaben
- Das Leben ist schmal und hoch. Gedichte. Aus dem Dänischen von Gerti-Beate Hauser und Peter Stokholm. Classen, Zürich und Stuttgart 1977, ISBN 3-7172-0258-8.

### Diskographie Povl Dissing & Benny Andersen
- 1973: Svantes Viser (LP)
- 1977: Køb Blomster… (LP)
- 1981: Oven Visse Vande (LP)
- 1984: Hymner Og Ukrudt (LP)
- 1988: Over Adskillige Grænser (LP)
- 1990: I Al Slags Vejr (CD)
- 1992: Hilsen Til Forårssolen (CD)
- 1998: Skynd Dig Langsomt (CD, zusammen mit Jens Jefsen)